# 側斑獅子魚
側斑獅子鱼，为輻鰭魚綱鮋形目杜父魚亞目狮子鱼科的其中一種。分布於西北太平洋區，包括鄂霍次克海及韃靼海峽等海域，屬底棲性魚類，棲息在水深0-360公尺的水域，體長可達23.3公分，生活習性不明。